# Drottningholms slotts klockstapel

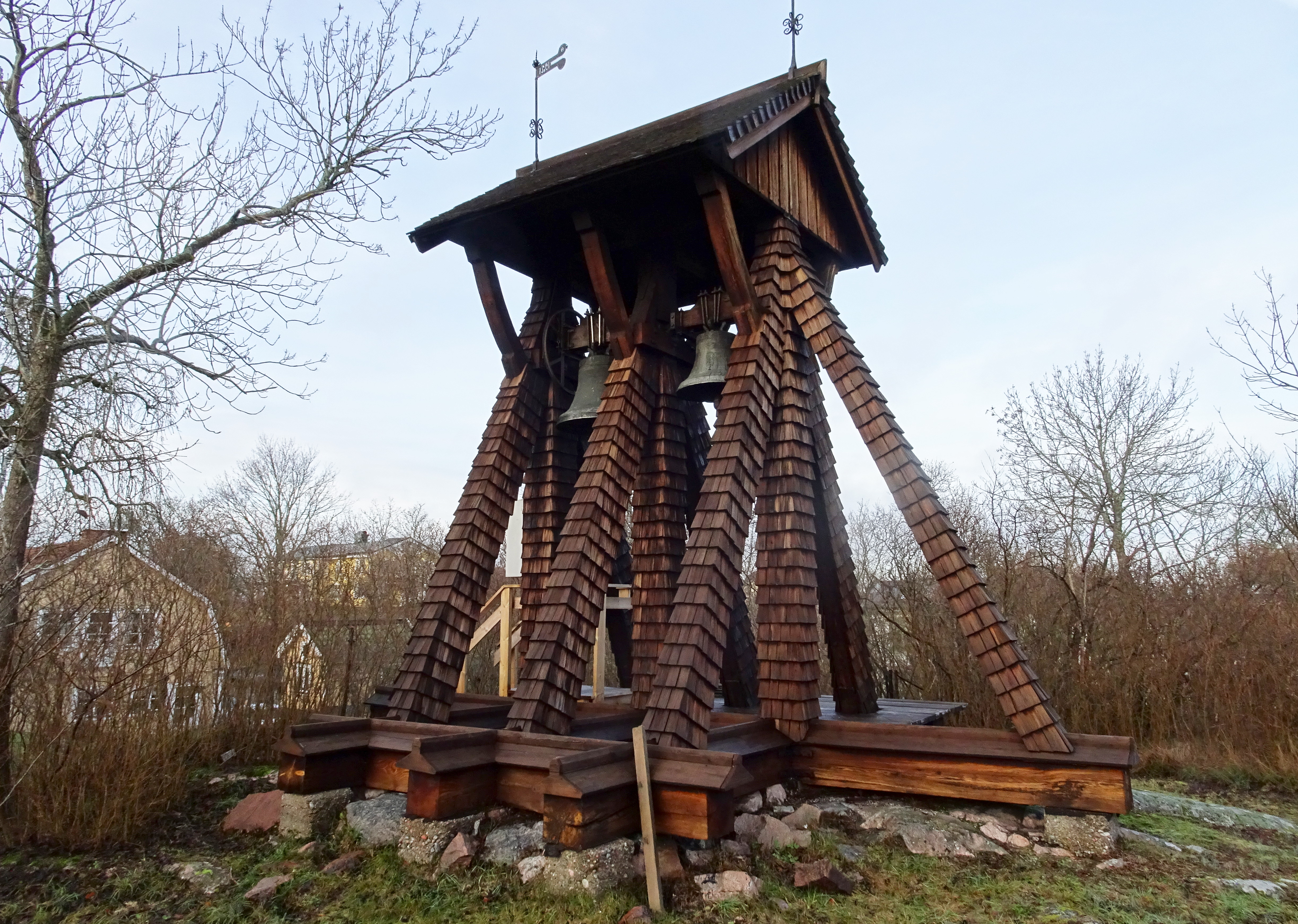
Klockstapeln på Flaggberget, 2017.

Drottningholms slotts klockstapel står på Flaggberget på Drottningholmsmalmen norr om Drottningholms slott i Ekerö kommun. Klockstapeln fanns ursprungligen på Teaterplanen och flyttades i mitten av 1700-talet till sin nuvarande plats som nås via Klockbergastigen.

## Historik

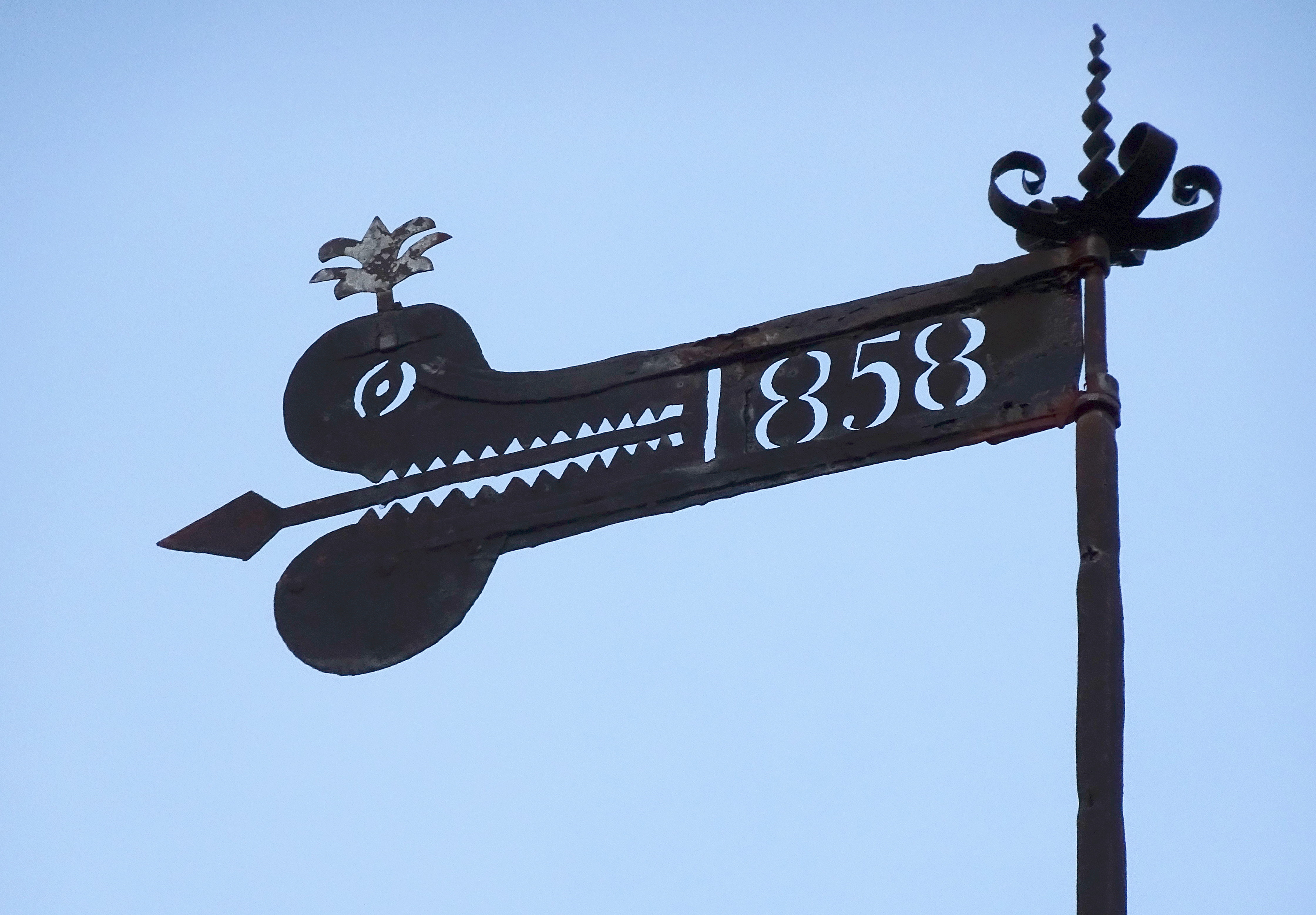
Vindflöjeln.

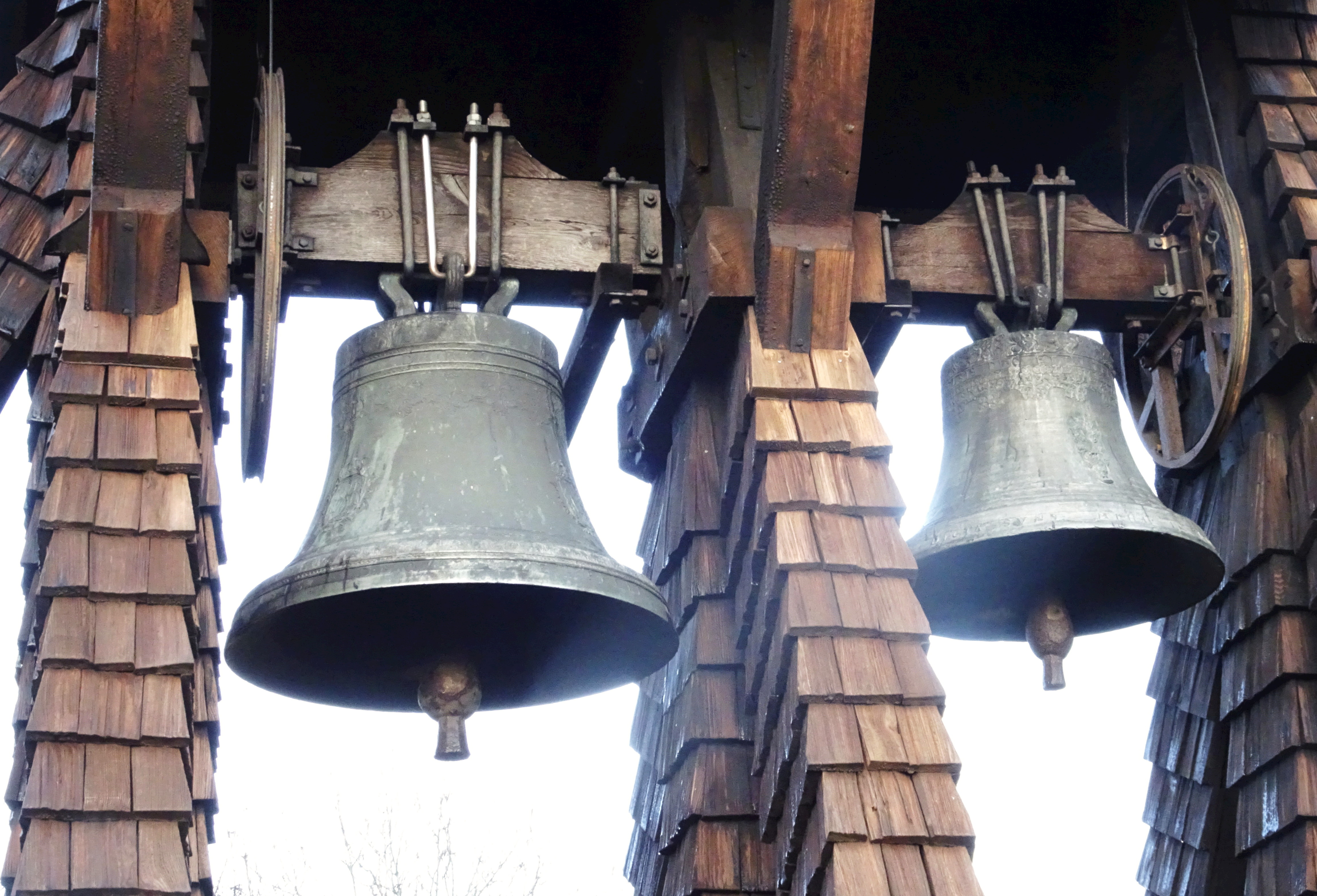
Storklockan och Lillklockan, 2017.

Drottningholms klockstapel byggdes 1698 och tillhörde Drottningholms slottskyrka. Klockstapeln placerades på den platsen som idag kallas Teaterplanen, strax norr om Slottskyrkan. Till klockstapeln göts två klockor, Lillklockan (1662) och Storklockan (1699). Båda tillverkades på Meyerska styckgjuteriet som var ett svenskt klockgjuteri, grundat på 1640-talet av styck- och klockgjutaren Gerdt Meyer från Tyskland. 
I samband med att Drottningholms slottsteater uppfördes på 1760-talet flyttades klockorna till en nybyggd klockstapel på Flaggberget på Drottningholmsmalmen. 1858 utfördes en ombyggnad och 1921 en nybyggnad med den gamla som förlaga. Båda årtalen återfinns i klockstapelns båda vindflöjlar. 1974 kläddes stapelns träkonstruktion med spån som fick en ytbehandling av trätjära.

## Lillklockan
Lillklockan har runt halsen växtornament samt följande inskrift:
- ANNO 1662 IN GLORIA EXCELSIS DEO ET IN TERRA PAX (År 1662 Ära vare Gud i höjden och på jorden frid)

Runt slagringen löper inskriften:
- LAETATUS SUM IN HIS QUAE DICTA SUNT MIHI: INDOMUM DOMINI IBIMUS (Jag gladdes när man sade mig: vi skola gå till Herrens hus).
- Klockans slagton är b1.

## Storklockan
Storklockan har runt halsen växtornament samt följande inskrift:
- GLORIA GLORIA SOLI DEO (Ära ära vare Gud allena).

På klockans liv finns inom ram av växtranka, krönt av  änglahuvud följande text:
- ANNO 1699 HAFWER HENNES KONGL MAYT RIKS ENKIEDROTTNINGH HEDWIG ELEONORA LÅTHIT GIUTA DENNA KLOCKA TILL TIEM KLOCKA WED DROTTNINGHOLM

På klockans liv på ömse sidor om inskriften Hedvig Eleonoras namnschiffer och vapen under kunglig krona (riksvapnet). Under slagringen växtornament och följande inskrift: 
- ME FECIT HOLMIAE GERHARDT MEYER GLORIA IN EXCELSIS DEO (Mig gjorde i Stockholm Gerhardt Meyer. Ära vare Gud i höjden).
- Klockans slagton är a1.